# XX Universiade invernale
La XX Universiade invernale (20. Zimowa Uniwersjada) si svolse a Zakopane  Polonia dal 7 al 17 febbraio 2001.

## Programma
Durante la manifestazione vennero organizzate gare nei seguenti sport:
- Biathlon
- Combinata nordica
- Hockey su ghiaccio
- Pattinaggio di figura
- Salto con gli sci
- Short track
- Sci alpino
- Sci di fondo
- Snowboard